# Almoçageme

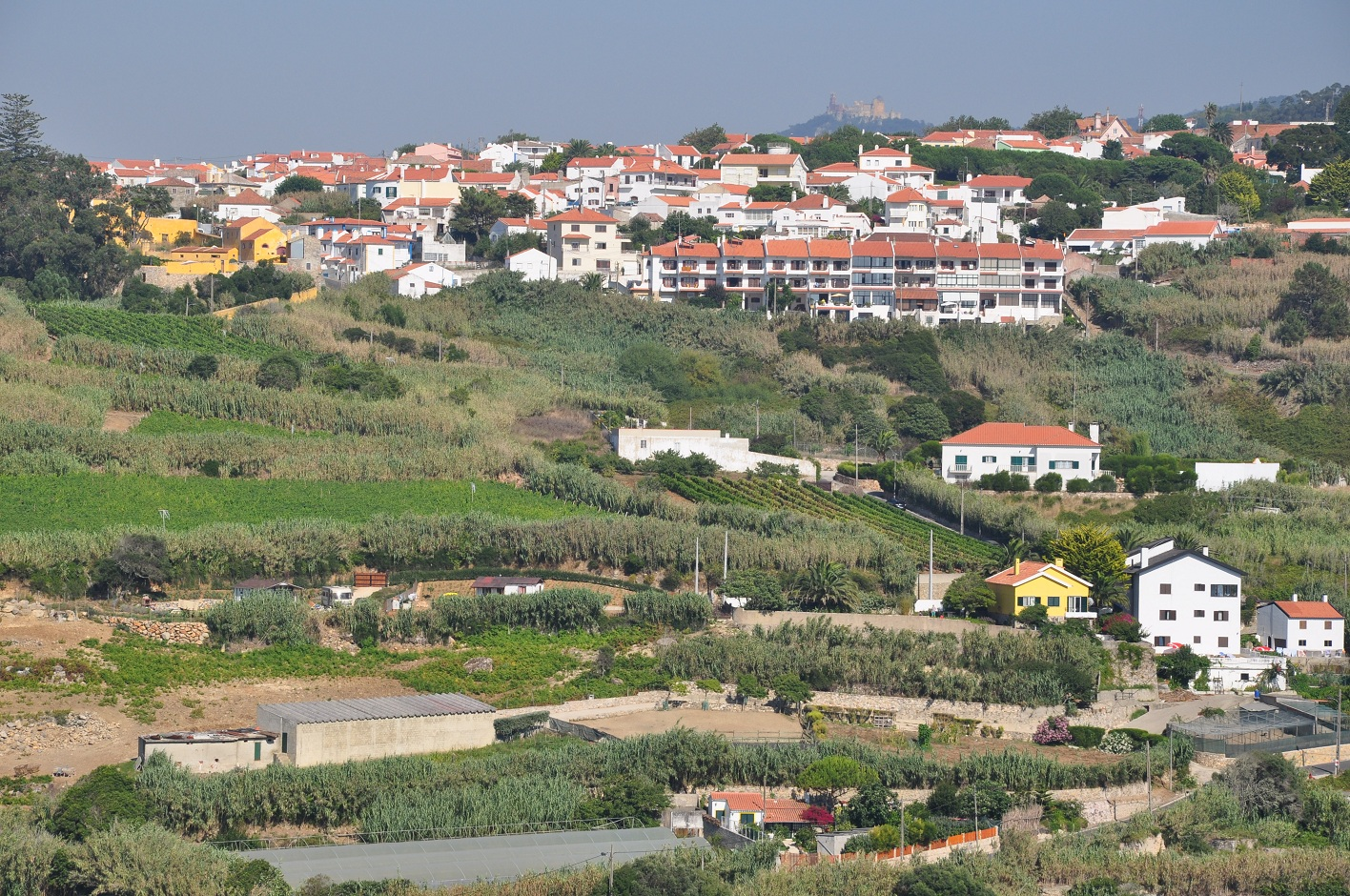
Zicht op Almoçageme

Almoçageme (uitgesproken als : Almoesadzjème) is een dorp in West-Portugal in het District Lissabon en binnen de gemeente Sintra, Freguesia (deelgemeente) Colares. Almoçageme ligt tevens binnen het natuurpark Sintra-Cascais. Het dorp ligt nog geen 2 km van de Atlantische Oceaan. Het heeft geen eigen bestuursorganen.
De naam Almoçageme heeft een duidelijk Arabische herkomst – het Iberisch Schiereiland bevat talloze Moslim- toponiemen die een erfenis zijn van 500 jaar Moorse overheersing. Een mogelijke herkomst is van al-masjid of al-mesijide, hetgeen “de moskee” betekent - hoewel er geen tekenen zijn dat er ooit een moskee gestaan heeft.
Almoçageme heeft relatief veel faciliteiten voor een dorp van deze omvang: een drietal supermarktjes, vier restaurants, twee slagerijen, een kapper, apotheek, een tweetal café-terrasjes en een aantal andere winkels (dierenwinkel, huishoudartikelen, kiosk, geschenk- en interieurartikelen, speelgoed). Ook is er een sporthal. De markt is op zaterdag (groenten en fruit, net buiten het dorp aan de provinciale weg N247) en op het centrale plein op zondag (non-food, kleding e.d.).
Samen met het naburige Colares deelt Almoçageme de brandweertaken in de Freguesia. De brandweerkazerne neemt een prominente plaats in op het dorpsplein, het Largo Comendador Gomes da Silva. In de kazerne is het brandweermuseum gevestigd, het Museo Renato Garcia Lobo.

## De kerk
De kerk, de 'Igreja de Nossa Senhora da Graça' (Onze Lieve Vrouw van Genade) staat centraal op het dorpsplein en werd gebouwd nadat de vroegere kapel van Santo André, die aan de rand van het dorp stond, op 1 november 1755 bij een aardbeving grotendeels werd verwoest. De huidige kerk werd gewijd op 15 augustus 1768. De bouw duurde 10 jaar. De voorgevel is simpel met een barokke poort. De kerk bestaat uit een enkele beuk met een tongewelf en heeft geen toren. Het interieur heeft door de opeenvolgende 'verbeteringen' veel van zijn karakter verloren. Het ongebruikelijk gebeeldhouwde altaarstuk vervangt het oorspronkelijke stuk dat uit eenvoudig timmerwerk bestond. De kerk heeft niet de status van monument. Achter de kerk ligt een klein kerkhof. Lokale feestelijkheden ter ere van de patroonheilige (Onze Lieve Vrouw van Genade) vinden plaats vanaf de eerste zondag in oktober en duren acht dagen.

## Andere markante gebouwen

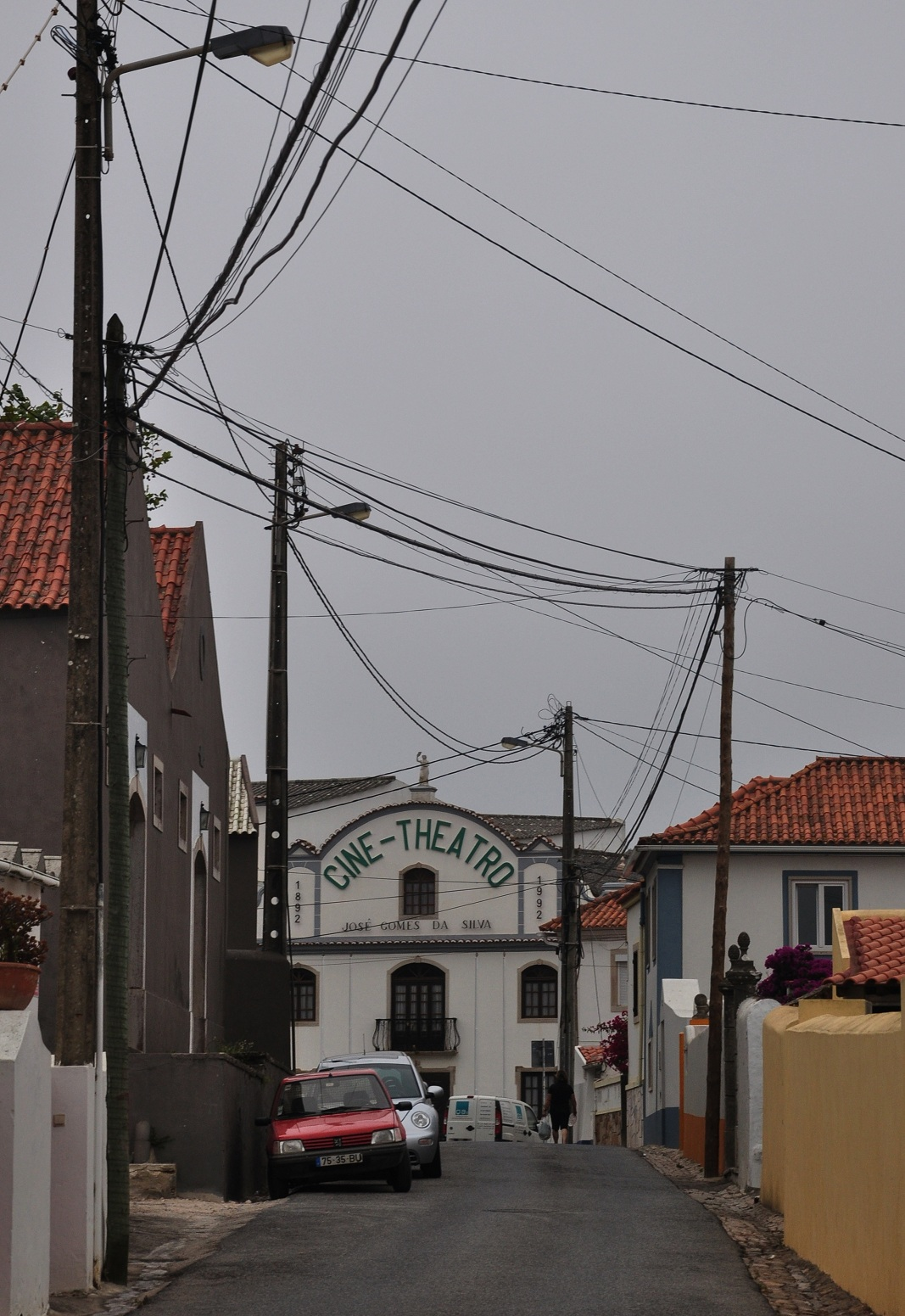
Cine-Theatro José Gomes da Silva
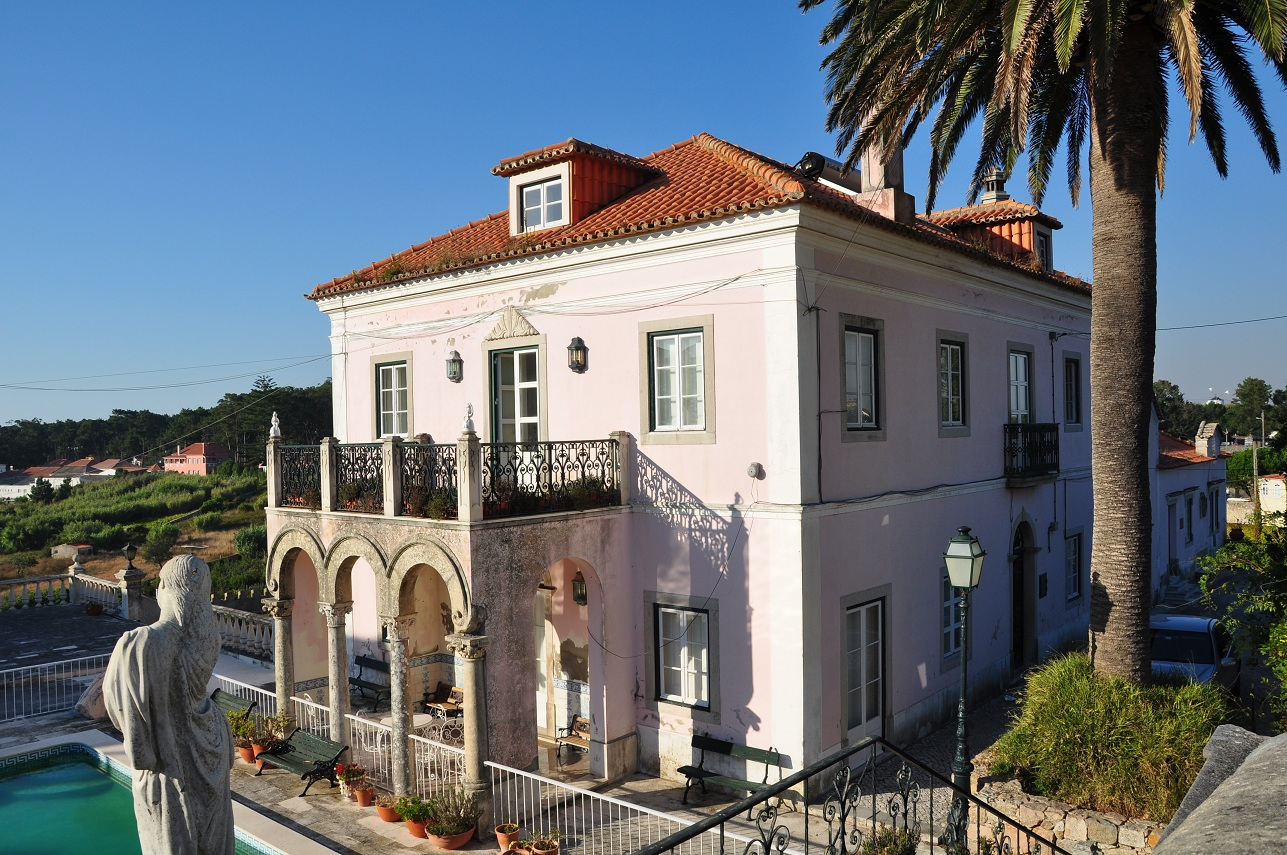
Quinta do Acciaioli
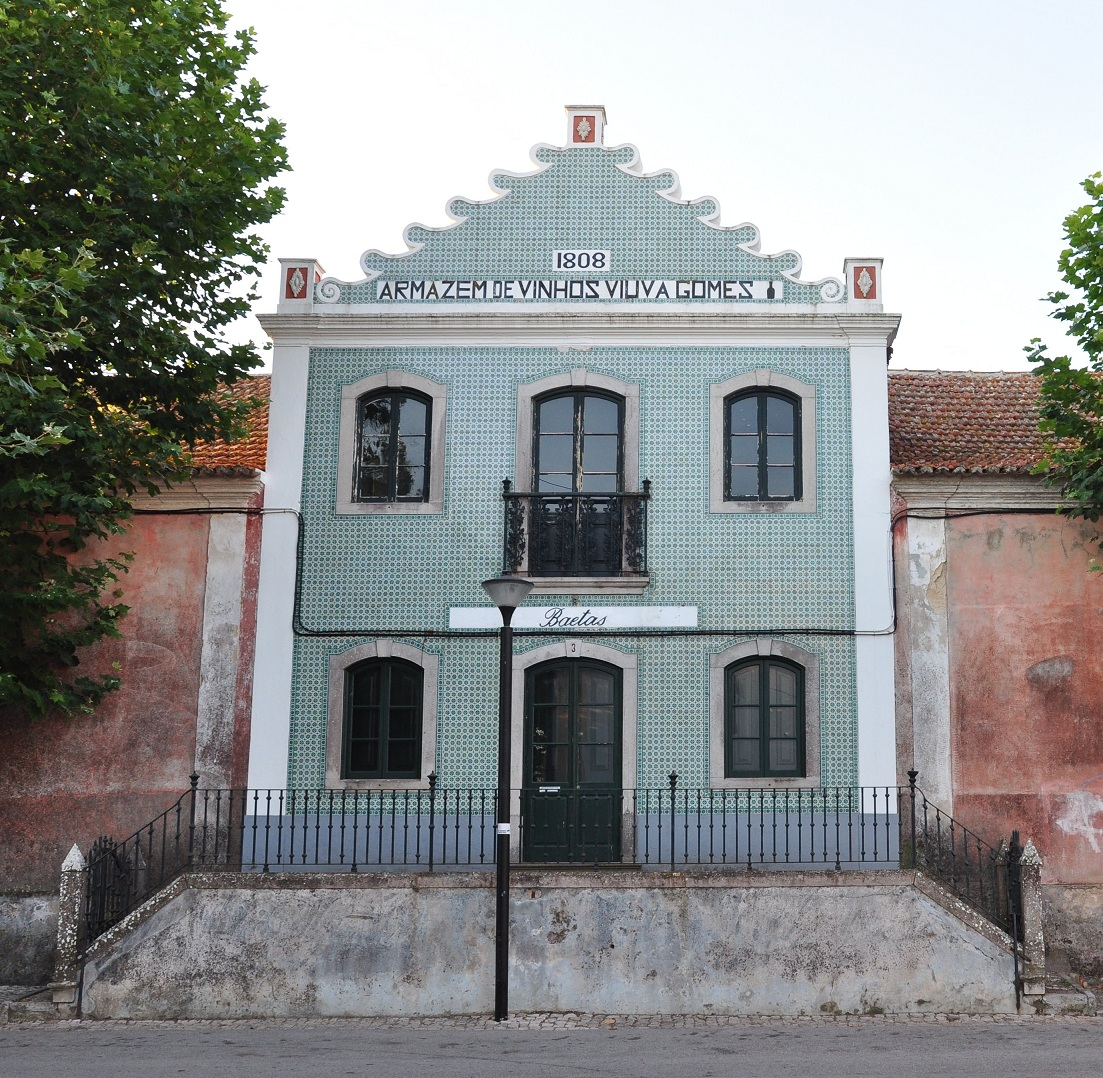
Adega Viúva Gomes
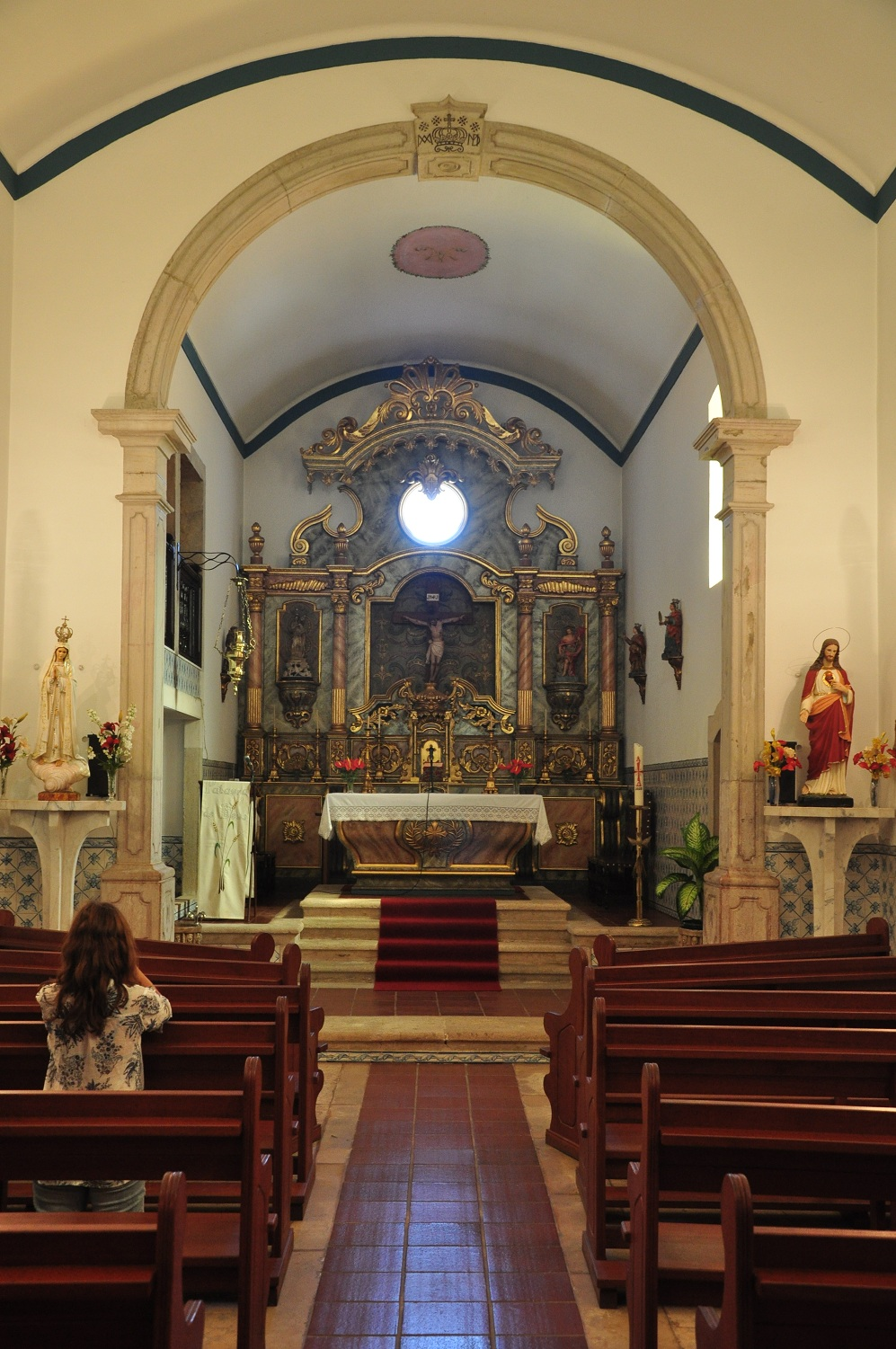
Interieur van de 'Igreja de Nossa Senhora da Graça'

Een andere markante gevel in het dorp is die van de oude bioscoop cq. theater, het 'Cine-Theatro José Gomes da Silva'. Dit gebouw wordt momenteel gebruikt door de zogenaamde Sociedade Recreativa e Musical de Almoçageme. Er vinden met name muzikale activiteiten plaats, onder meer door de lokale band/fanfare Banda da Sociedade Recreativa e Musical de Almoçageme, opgericht op 1 januari 1892. Ook is het thuisbasis van -achtereenvolgens- een licht orkest bestaande uit 22 leden, opgericht in 1991; een muziekschool, en twee lokale muziekgroepen, Sem Sentido en het Trio Pasculli.
Voorts is er het pand van de Adega Viúva Gomes (letterlijk: wijnboerderij van de Weduwe Gomes), gelegen tegenover de kerk aan het dorpsplein. De gevel is geheel bedekt met de voor Portugal typische keramische tegels, de zogenaamde azulejo's.
De Quinta do Acciaioli is een groot landgoed aan de Avenida Doutor Brandão de Vasconcelos (de hoofdstraat van Almoçageme), eigendom van de familie van Filipe Acciaioli, een medicus die diverse functies in de gezondheidszorg in de regio Sintra bekleedde. Het landgoed is door hoge muren omgeven en is vanaf de weg niet goed te zien.
In deze meest westelijke uithoek van het Romeinse Rijk bevinden zich ook ruïnes van een Romeinse villa, daterend uit de 2e eeuw. Deze werden opgegraven in 1905 bij wegwerkzaamheden aan de Estrada do Rodizio (de M601), die Almoçageme verbindt met het iets noordelijker gelegen strand Praia Grande. Verdere opgravingen zijn gaande in deze “Villa Romana de Santo André” en de vondsten worden gezonden naar het Archeologisch Museum in São Miguel de Odrinhas – 40 minuten rijden verderop.

## Praia da Adraga

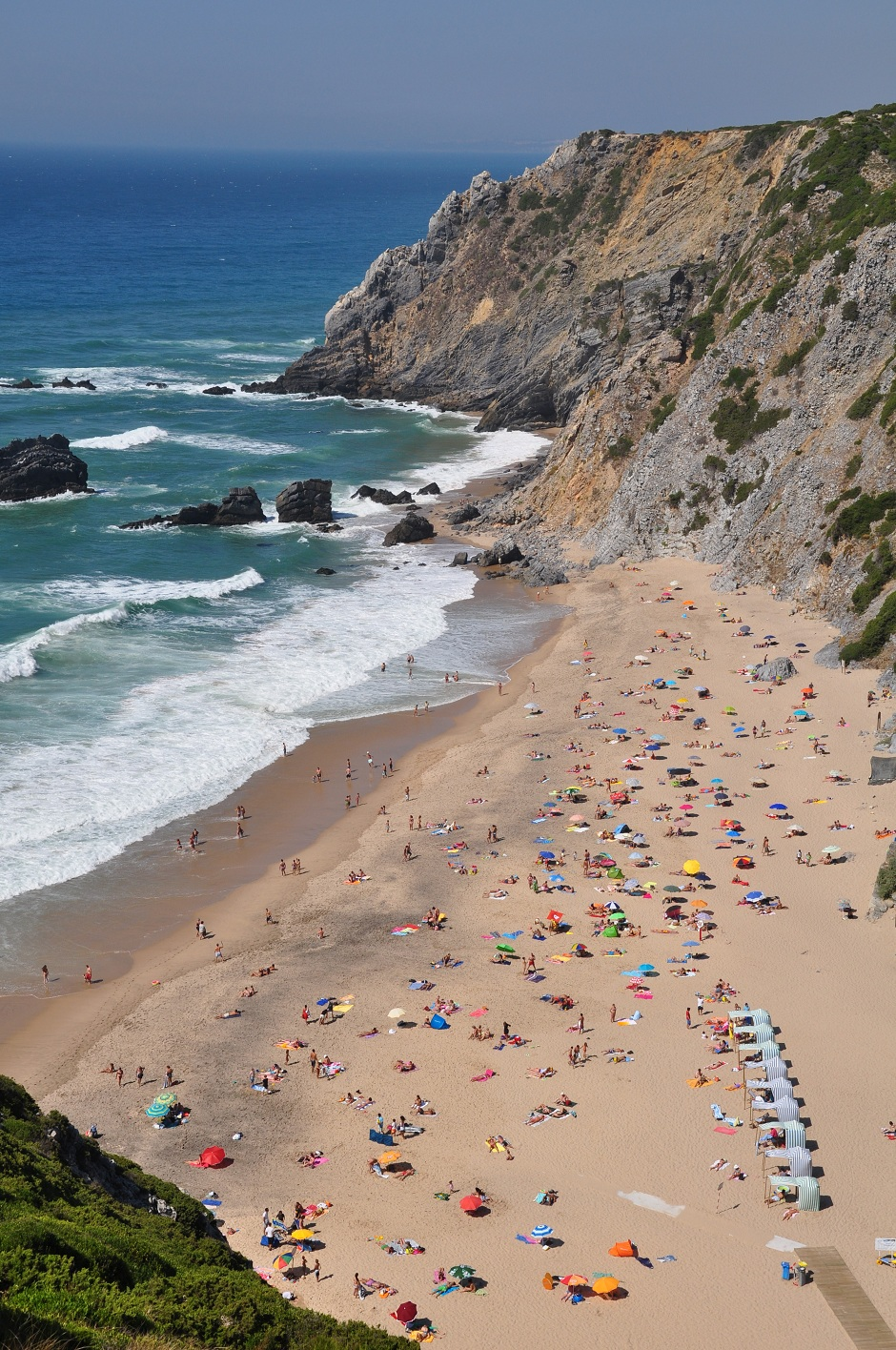
Praia da Adraga

Almoçageme heeft een eigen strand, Praia da Adraga, 2 km ten westen van het dorp, met een authentiek visrestaurant. Dit strand wordt bewaakt met strandwachten en heeft een imposante Atlantische golfslag. Het is in 2004 aanbevolen als Portugals op een na mooiste strand in de Britse krant The Independent. Het strand is ingesloten door rotspartijen aan beide zijden, met een rotsboog aan de zuidzijde, en is te bereiken via een goed geasfalteerde weg vanuit Almoçageme, de M509; er is ruime parkeergelegenheid.

## Overleden
- Eelco van Kleffens  (1894 - 1983), Nederlands politicus